# Джолеви (Мартвильский муниципалитет)
Джолеви (груз. ჯოლევი) — село в Грузии, на территории Мартвильского муниципалитета края (мхаре) Самегрело-Верхняя Сванетия.

## География
Село находится в западной части Грузии, к северу от реки Абаши, на расстоянии приблизительно 7 километров (по прямой) к западо-юго-западу от города Мартвили, административного центра муниципалитета. Абсолютная высота — 100 метров над уровнем моря.

## Население
По результатам официальной переписи населения 2014 года в Джолеви проживало 543 человека (263 мужчины и 280 женщин). В национальной структуре населения грузины составляли 99,4 %.
| Год  | Население, человек |
| ---- | ------------------ |
| 2002 | 711                |
| 2014 | ↘ 543              |